# Napaea asteria
Napaea asteria är en fjärilsart som beskrevs av Hans Ferdinand Emil Julius Stichel 1910. Napaea asteria ingår i släktet Napaea och familjen Riodinidae. Inga underarter finns listade i Catalogue of Life.